# التقسيم الإداري لجامايكا
تقسم جامايكا إلى ثلاث مقاطعات وكل ومقاطعة تقسم إلى أبرشيات:
- مقاطعة كورنوال (باللون الأخضر في الخريطة):

1- هانوفر
2- سانت اليزابيث
3- سانت جيمس
4- أبرشية تريلاوني
5- ويست مورلاند.
- مقاطعة ميدلسكس (باللون الأصفر في الخريطة):

6- كلارندون.
7- مانشستر.
8- سانت آنا.
9- سانت كاترين.
10- سانت ماري.
- مقاطعة ساري (باللون الوردي في الخريطة):

11- كينجستون.
12- بورتلاند.
13- سانت أندرو.
14- سانت توماس.